# Wachdienst
El Wachdienst (en español: servicio de vigilancia) fue una organización de Guardia Nacional rural creada por el Tercer Reich en Alemania durante los últimos meses de la Segunda Guerra Mundial, en 1945. El servicio fue creado para ayudar a las autoridades locales en las zonas rurales, entre otras cosas, y los hombres de edad avanzada en Alemania, en su mayoría agricultores y otros trabajadores rurales, fueron obligados a reclutarse. A los miembros de Wachdienst se les exigía a menudo que participaran en brigadas locales de bomberos y participaran en tareas relacionadas. Otros estuvieron involucrados en la supervisión de las granjas en su área, y se les pidió que investigaran las plagas que afectan los cultivos y productos locales. Además de esto, y como lo indica el nombre de la unidad, los Wachdienst también se encargaron de proteger el hogar de los civiles, y en ese sentido asumieron deberes similares a los de la milicia.
El servicio fue una de las muchas organizaciones civiles creadas bajo el mando del Tercer Reich en Alemania, en respuesta a una creciente falta de mano de obra y suministros a medida que la guerra continuaba y continuaba su demanda de recursos humanos y materiales. Como la Wehrmacht, las fuerzas militares alemanas, demostraron ser ineficaces para detener el avance de la Unión Soviética en el Frente Oriental debido a la falta de unidades, Adolf Hitler sancionó la creación de tales organizaciones en el frente interno y los civiles que trabajaban en las áreas percibidas como no esenciales a menudo se inscribieron.
El Wachdienst no debe confundirse con el Volkssturm, una milicia similar de "guardia nacional" unidad formada en octubre de 1944, cuyo nombre se traduce aproximadamente al español como "El Ejército del Pueblo".